# Decluttering
Il termine decluttering si riferisce al processo di rimuovere oggetti superflui o non necessari da uno spazio, con l'obiettivo di creare un ambiente più organizzato e funzionale. Questa pratica è spesso associata a stili di vita minimalisti e ha effetti positivi sia sul piano fisico che psicologico.

## Storia
Il concetto di decluttering ha radici storiche nelle pratiche di organizzazione domestica. Fin dai tempi antichi, molte culture hanno praticato forme di semplificazione e ordine. Negli ultimi decenni, il minimalismo ha guadagnato popolarità come risposta al consumismo e all'accumulo di beni. Libri come The Life-Changing Magic of Tidying Up di Marie Kondo e Essentialism: The Disciplined Pursuit of Less di Greg McKeown hanno contribuito a diffondere il decluttering come filosofia di vita, proponendo metodi pratici per semplificare gli spazi.

## Benefici
I benefici del decluttering includono:
- Maggiore spazio fisico: Rimuovendo oggetti non necessari, si libera spazio vitale, rendendo gli ambienti più funzionali e accoglienti.
- Riduzione dello stress: Un ambiente disordinato può aumentare l'ansia e il disagio. Il decluttering aiuta a creare un'atmosfera più serena, contribuendo a un miglior equilibrio emotivo.
- Migliore produttività: Un luogo di lavoro ordinato favorisce la concentrazione e l'efficienza, riducendo le distrazioni e aumentando la motivazione.
- Chiarezza mentale: La riduzione del disordine fisico porta spesso a una maggiore chiarezza mentale, permettendo di focalizzarsi su obiettivi e attività importanti.
- Sostenibilità: Pratiche di decluttering possono incoraggiare una maggiore consapevolezza riguardo ai consumi e alla sostenibilità, promuovendo la donazione e il riciclo.

## Tecniche di decluttering
Esistono diverse tecniche di decluttering, tra cui:
- La regola dei 12 mesi: Se non hai utilizzato un oggetto nell'ultimo anno, considera di donarlo o eliminarlo. Questa regola è utile per valutare l'utilità degli oggetti.
- Il metodo Marie Kondo: Questa tecnica si basa sul principio di conservare solo ciò che "porta gioia". Gli utenti sono invitati a toccare ogni oggetto e a valutare il suo impatto emotivo.
- Categorizzazione: Organizzare gli oggetti in categorie e affrontare un'area alla volta rende il processo più gestibile. Tecniche come il "decluttering per zone" possono essere molto efficaci.
- Sistemi di archiviazione: Implementare sistemi di archiviazione efficaci, come scatole, contenitori e scaffali, può aiutare a mantenere l'ordine dopo il decluttering.

## Aspetti psicologici
Il decluttering non riguarda solo il fisico, ma anche il mentale. Rimuovere oggetti superflui può portare a una sensazione di libertà e rinnovamento. Molti praticanti riferiscono di sentirsi più motivati e positivi dopo aver declutterato i propri spazi. Inoltre, il processo di decluttering incoraggia l'introspezione e la riflessione su ciò che è veramente importante nella vita.